# Carabbia
Carabbia é uma comuna da Suíça, no Cantão Tessino, com cerca de 536 habitantes. Estende-se por uma área de 1,1 km², de densidade populacional de 487 hab/km². Confina com as seguintes comunas: Barbengo, Carona, Grancia, Lugano.
A língua oficial nesta comuna é o Italiano.